# قزل-شرق (شهرستان قره‌سو)
قزل-شرق (به لاتین: Kyzyl-Shark) یک روستا در قرقیزستان است که در شهرستان قره‌سو (قرقیزستان) واقع شده‌است. قزل-شرق ۶٬۱۰۲ نفر جمعیت دارد.